# Ferdinand Ludwig
Ferdinand Ludwig (* 20. Jahrhundert in Überlingen) ist ein deutscher Architekt und Professor für Green Technologies in Landscape Architecture an der Technischen Universität München. Als Mitbegründer des Forschungsbereichs Baubotanik konzentriert sich Ludwigs Forschung in erster Linie auf architektonische Konstruktionen mit lebenden Pflanzen.

## Leben und Wirken
Ferdinand Ludwig studierte Architektur an der Universität Stuttgart und wurde mit dem Titel „Botanische Grundlagen der Baubotanik und deren Anwendung im Entwurf“ promoviert. Im Jahr 2007 begründete er den Forschungsbereich Baubotanik am Institut Grundlagen moderner Architektur und Entwerfen und war bis 2017 als leitender wissenschaftlicher Mitarbeiter tätig. Zusammen mit Daniel Schönle gründete er 2010 „ludwig.schönle: Baubotaniker–Architekten – Stadtplaner“, eine Bürokooperation, die sich auf die Einbeziehung des baubotanischen Ansatzes in Stadtplanung und Architekturentwurf konzentriert. Im Laufe seiner beruflichen Laufbahn hat Ludwig zahlreiche Baubotanik-Projekte in ganz Deutschland entworfen und realisiert, wie zum Beispiel 2012 den Platanenkubus in Nagold, den Baubotanischen Turm im Jahr 2009 und den Baubotanischen Steg im Jahr 2005.
Im Fokus von Ludwigs Forschung steht die Integration der Wachstumsprozesse lebender Pflanzen in den architektonischen Entwurf und die Konstruktion. Die Zusammenführung von lebenden Pflanzen mit der architektonischen Konstruktion ermöglicht die Erforschung der kreativen und funktionellen Nutzung von Pflanzen im Kontext der Gebäudetechnik.  Ludwigs Forschung konzentriert sich zusätzlich auf die technischen Herausforderungen, die sich im Rahmen Baubotanik ergeben.

## Auszeichnungen
- 2012: Auszeichnung als „Übermorgenmacher“ durch den Minister für Umwelt, Klima und Energiewirtschaft Baden-Württemberg[8]
- 2013: Preis der Universität Stuttgart für besondere wissenschaftliche Leistungen[1]
- 2016: Preis für mutige Wissenschaft des Ministeriums für Wissenschaft, Forschung und Kunst Baden-Württemberg[1][9]

## Publikationen
- mit Gerd de Bruyn, Marc Thielen, Thomas Speck: Plant stems as building material for living plant constructions. In: Proceedings of the 6th Plant Biomechanics Conference. Cayenne, 2009, S. 398–405
- Baubotanik Tower/Lake Constance Footbridge. In: Biodesign. Nature – Science – Creativity. Museum of Modern Architecture, Thames & Hudson, New York 2012, S. 36–41
- mit Oliver Storz, Hannes Schwertfeger: Living Systems. Designing Growth in Baubotanik. In: Architectural Design Journal. 2012; 82(2), S. 82–87
- mit Daniel Schönle, Moritz Bellers: Klimaaktive baubotanische Stadtquartiere, Bautypologien und Infrastrukturen. Modellprojekte und Planungswerkzeuge. (=Reihe KLIMOPASS-Berichte: KLIMOPASS – Klimawandel und modellhafte Anpassung in Baden-Württemberg. Teil 2 Angewandte Forschung und Modellprojekte). LUBW. 2015 (PDF)
- Baubotanik. Designing with living material. In: Materiality in Architecture. Routledge, New York 2016, S. 182–190